# ثوجل
ثَوْجَل جنس فطور في فصيلة الإبريات. أنواعه المعروفة قليلة العدد أعطانها الغابات والحراج الجبلية. يعيش على المواد النباتية المنحلة. يتميز ببوغه الأبيض وبنكاعه الكبيرة المختلفة الأشكال. بعض أنواعه جيد الصنف والبعض الآخر كاعنة أو رديئة.

## الصفات
من أنواع الفطر له أبواغ قاعدية ملونة صفراء إلى بنية اللون ، وتتراوح أطوالها بين 7.4-9 ميكرومتر.